# Luca Randazzo
Luca Randazzo (Milano, 25 giugno 1971) è uno scrittore italiano.

## Biografia
Sebbene nato a Milano, ha trascorso l'infanzia e l'adolescenza a Trento, per poi conseguire la laurea in Fisica all'Università di Pisa, città dove si stabilisce in età adulta e vi svolge la professione di maestro di scuola primaria.
Nel 2008 ha pubblicato per Salani il suo primo romanzo Le città parallele, i cui diritti vengono venduti in Francia con il titolo Les cités parallèles .
Vince la 57° selezione Premio Bancarellino 2014 con il libro Il principe sultano, uscito nel 2013 per la casa editrice Campanila di Pisa .
Nel 2014 Rizzoli pubblica L'estate di Giacomo. La guerra e un partigiano di undici anni. Lo stesso editore pubblica nel 2016 Il diario di Sunita. La scuola è una pizza ma io ci vado lo stesso, il cui ricavato viene interamente devoluto all'Associazione articolo 34.

## Opere
- Luca Randazzo, Le città parallele, Milano, Salani, 2008, ISBN 978-8884518156, SBN UBO3479408.
- Les cités parallèles Ed. des Grandes personnes, Parigi, 2010, ISBN 978-2-36193-021-9
- Luca Randazzo, Il principe sultano, Pisa, Campanila, 2013, ISBN 978-8889850428, SBN LO11480389.
- Luca Randazzo, L'estate di Giacomo. La guerra e un partigiano di undici anni, Milano, Rizzoli, 2014, ISBN 978-8817072816, SBN UBO4068008.
- Luca Randazzo, Diario di Sunita. La scuola è una pizza ma io ci vado lo stesso, Milano, Rizzoli, 2016, ISBN 978-88-1708-676-9.